# Peter Altenberg

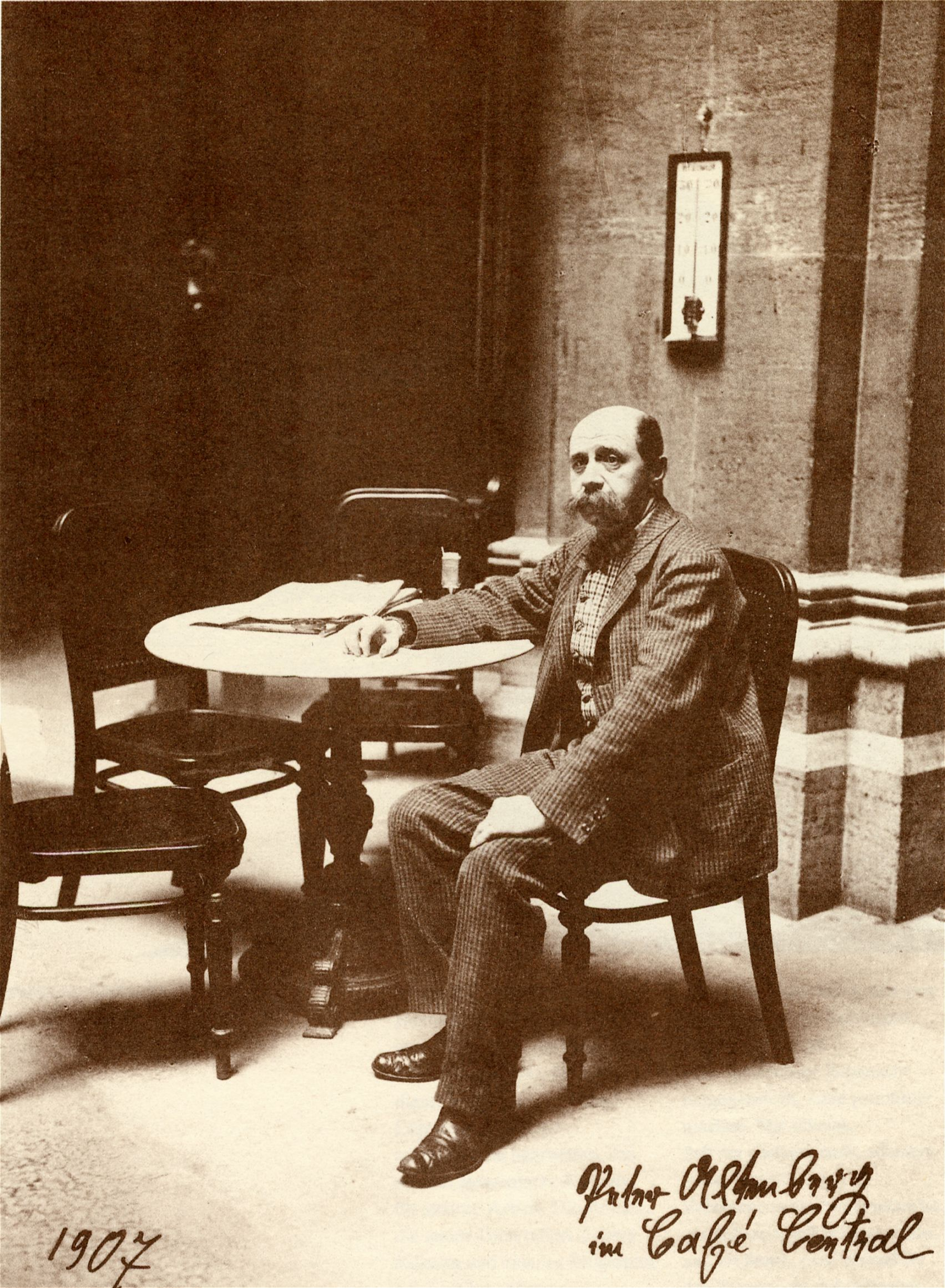

Peter Altenberg, właśc. Richard Engländer (ur. 9 marca 1859 w Wiedniu, zm. 8 stycznia 1919 tamże) – księgarz, austriacki pisarz epoki modernizmu i barwna postać wiedeńskiej cyganerii. Pseudonim "Altenberg" przyjął ponoć od nazwy jednej z naddunajskich miejscowości.

## Życiorys
Urodził się w zamożnej rodzinie żydowskiej jako najstarszy syn wiedeńskich kupców. Miał cztery siostry i dwóch braci. Studiował w Wiedniu prawo i medycynę. Pracował jako księgarz. W 1900 roku odszedł od wyznania judaistycznego, a w 1910 przyjął chrzest. Po dwukrotnym przerwaniu studiów (prawo i medycyna) i rozpoczęciu nauki na księgarza zdiagnozowano u niego "przewrażliwienie systemu nerwowego", a co za tym idzie niezdolność do wykonywania zawodu. Przeciągające się depresje i kryzysy nerwowe gnębiły Altenberga, jednego z czołowych autorów literackiej grupy "Jung-Wien", do śmierci. Zdrowemu trybowi życia i wegetarianizmowi przeciwstawiała się konsumpcja znacznych ilości alkoholu i leków.
Do kręgu jego przyjaciół należeli m.in. pisarze Arthur Schnitzler i Egon Friedell, architekt Adolf Loos (jego ojciec chrzestny), malarz Oskar Kokoschka. Karl Kraus, czołowy publicysta, satyryk i jedna z najbardziej opiniotwórczych postaci ówczesnego Wiednia konsekwentnie angażował się na rzecz twórczości Petera Altenberga.
Teksty Altenberga zarówno pod względem treści, jak i formy odpowiadają wrażliwości "nerwowego cygana" przełomu wieków XIX i XX. Do niektórych z nich napisał muzykę Alban Berg.
Wybrane utwory Petera Altenberga ukazały się w języku polskim w tłumaczeniu Aleksandry Callier w antologii Dzieje rozkoszy: 12 nowel wydanej w 1909. Jeden z wierszy Altenberga ukazał się w polskim przekładzie w Haliczaninie: kalendarzu powszechnym na Rok Pański 1917 wydanym we Lwowie przez Zakład Piller-Neumanna.

## Dzieła
- Wie ich es sehe, 1896 (wyd. pol. Jak ja to widzę, tł. Aurelia Reymontowa, przypis. Władysław Reymont, Warszawa: J. Fischer, 1904[9])
- Ashantee, 1897
- Was der Tag mir zuträgt, 1900
- Prodromos, 1905
- Märchen des Lebens, 1908;
- Neues Altes, 1911
- Vita ipsa, 1918